# Nilobezzia ochriventris
Nilobezzia ochriventris är en tvåvingeart som beskrevs av Edwards 1929. Nilobezzia ochriventris ingår i släktet Nilobezzia och familjen svidknott.
Artens utbredningsområde är Filippinerna. Inga underarter finns listade i Catalogue of Life.